# Муниципальные выборы в Эстонии (2025)
Очередные муниципальные выборы в Эстонии запланированы на 19 октября 2025 года. На них будут избраны городские и волостные советы всех 79 местных самоуправлений страны. Выборы проходят раз в четыре года, предыдущие состоялись в октябре 2021 года.
Впервые с момента восстановления независимости Эстонии эти выборы пройдут без участия граждан третьих стран — лиц, не имеющих гражданства Эстонии или других стран Европейского союза. Соответствующее ограничение было закреплено в Конституции весной 2025 стало одной из ключевых особенностей кампании. Еще одной особенностью является сохранение сниженного возрастного ценза: право голоса имеют постоянные жители самоуправления, достигшие 16-летнего возраста.

## Избирательная система
Выборы в органы местного самоуправления пройдут в течение недели — с 13 по 19 октября. С 13 по 18 октября состоится досрочное и электронное голосование, а в основной день выборов — 19 октября — бюллетени можно будет подать только на избирательных участках.
Документы от кандидатов принимаются с 20 августа по 9 сентября. Списки кандидатов будут утверждены 14 сентября — за 35 дней до выборов. Кандидатами могут быть граждане Эстонии и других государств ЕС, достигшие 18 лет. Не допускаются к участию в выборах срочные военнослужащие и лица, отбывающие наказание. В выборах участвуют как зарегистрированные партии, так и местные коалиции и независимые кандидаты.
Число мандатов в каждом муниципалитете определяется численностью населения: минимум — 7, чаще 13-17, максимум — 79.
Голосование осуществляется по системе открытых списков: избиратель голосует за конкретного кандидата, а голос засчитывается как в пользу этого кандидата, так и в пользу выдвинувшего его списка. Мандаты между списками распределяются пропорционально, а внутри списков — в зависимости от числа персональных голосов. В Таллине применяется трёхступенчатая система распределения мест, включающая компенсационные мандаты и модифицированный метод Д’Ондта
Электронное голосование будет доступно в период досрочного голосования (13-18 октября) с использованием операционных систем Windows, MacOS и Linux, поддерживающих программное обеспечение DigiDoc. Специального мобильного приложения на этих выборах не будет. Изначально планировалось внедрение такого решения к 2024 году, однако летом 2025 года стало известно, что из-за выявленных в ходе тестирования проблем проект не будет завершён в срок. Вместе с тем расширен перечень допустимых способов электронной идентификации: наряду с ID-картой и мобильным ID, впервые разрешено использовать приложение Smart-ID.

### Ограничение права голоса для неграждан
Главная примета муниципальных выборов 2025 года — исключение из числа избирателей резидентов-неграждан и иностранцев из стран вне Европейского союза. Поправка к Конституции, лишающая граждан третьих стран права участвовать в местных выборах, была принята Рийгикогу 26 марта 2025 года (92 голоса из 101 — «за») и подписана президентом Аларом Карисом 9 апреля.
Реформа существенно изменила состав электората. По данным МВД Эстонии на 1 ноября 2024 года, в стране проживали 78 623 гражданина России, 2667 — Беларуси и 60 517 апатридов с видом на жительство. В сумме около 150 тысяч постоянных жителей, преимущественно русскоязычных, утратили избирательные права. Несмотря на то, что явка среди неграждан традиционно была невысокой, реформа вызвала критику как препятствие интеграции. На выборах 2021 года участие приняли 61 224 человека без эстонского гражданства — это 10,47 % всех поданных бюллетеней.
Президент Карис, подписывая закон, отметил, что решение законно, но подчеркнул необходимость предотвратить чувство отчуждения среди исключённых групп. Представитель правящей коалиции и председатель фракции Eesti 200 Тоомас Уйбо заявил, что изменений в Конституции нельзя считать дискриминацией, и выразил надежду, что многие неграждане смогут натурализоваться до следующих выборов.
По словам Лийи Хянни — бывшего министра реформ и одна из авторов Конституции — ни одна партия не заявляла о подобных изменениях перед парламентскими выборами 2023 года. Поправки были инициированы партиями EKRE и Isamaa в 2024 году под предлогом необходимости ограничить влияние граждан России и Беларуси как стран-агрессоров в войне в Украине. Законодатели рассматривали два пути: либо внести изменения в закон о выборах и внедрить в него дискриминационные нормы против отдельных групп, но тогда бы закон вступил в противоречение с нормой Конституции о праве на местные выборы; либо же изменить Конституцию, исключив эти группы из гарантированных электоральных субъектов. В итоге был принят второй вариант, и в Конституции прямо указали, что право голосовать на муниципальных выборах сохраняется только за гражданами Эстонии и стран ЕС. В результате право голосовать утратили и граждане Украины, США и других стран, ранее имевшие доступ к выборам. Первоначальные предложения о сохранении голосования для союзников по НАТО не были реализованы.
Бывший директор Полиции безопасности (КаПо) Арнольд Синисалу выразил сомнение в целесообразности привязки реформы к вопросам госбезопасности, отметив, что лояльность не определяется гражданством. Лийя Хянни охарактеризовала произошедшее как «глубокий пересмотр ценностной базы Конституции», способный подорвать автономию местного самоуправления в духе Европейской хартии местного самоуправления".
Наибольшее влияние изменения окажут на регионы с высокой долей русскоязычного населения — прежде всего Таллин и Ида-Вирумаа. В Нарве из 55 тыс. жителей 18 тыс. имели российское гражданство, 6500 — статус апатридов, и только 26 тыс. были гражданами Эстонии. На выборах 2021 года проголосовали 21 тыс. человек при явке 46,6 %; мэр Нарвы Катри Райк прогнозировала падение явки до 25-30 % и расценивала реформу как провал интеграционной политики. Аналогичные риски есть в Кохтла-Ярве, Силламяэ (где только 40 % населения — граждане Эстонии), а также в таллинском районе Ласнамяэ.

## Рейтинги и прогнозы
По данным социологической службы Norstat на конец июля, совокупный рейтинг коалиционных партий, формирующих правительство Кристена Михала, составляет лишь 14,4 % — исторический минимум за годы наблюдений.
Лидером опросов остаётся партия «Отечество» с 28,6 %. За ней следуют Центристская партия (17,9 %), EKRE (17,3 %), Социал-демократы (13 %), Партия реформ (11 %) и Eesti 200 (3,4 %). Внепарламентские «Правые» получают 6 %, а партия Зелёных — 1,1 %.
На фоне кризиса доверия к Правительству лидер «Отечества» Урмас Рейнсалу предложил провести внеочередные выборы в Рийгикогу одновременно с муниципальными, несмотря на то, что очередные запланированы только на 2027 год. Формальным обоснованием стало «несоответствие действующего парламента ожиданиям общества», однако рост рейтинга «Отечества» делает такие выборы стратегически выгодными для Рейнсалу и его партии.

### Таллин
В Таллинне распределяются 79 мандатов в городском собрании. После изменения состава избирателей Таллинское горсобрание пересмотрело границы округов: район Ласнамяэ лишился двух мандатов, а Кесклинн и Нымме получили по одному дополнительному. На выборах 2021 года Центристская партия набрала 45,4 % и получила 38 мест.
Из-за сокращения числа избирателей количество участков в Таллине также уменьшилось — до 43 (плюс один для голосования на дому). Для сравнения: на выборах в Европарламент в 2024 году участков было 77, а на предыдущих муниципальных — 96. Власти объясняют это ростом доли электронного голосования и оптимизацией расходов. Центристы подвергли решение критике, указав, что большинство закрытых участков — в районах с преимущественно русскоязычным населением (в Ласнамяэ их стало на восемь меньше).
Июльские данные Norstat показывают рост поддержки Центристской партии (с 35,1 % до 37 %) на фоне политического кризиса в городской администрации. Партия реформ потеряла (с 16,9 % до 14,7 %), Isamaa прибавила (с 16,9 % до 17,5 %), у EKRE — небольшой рост (с 7,6 % до 7,9 %), у «Правых» снижение (с 4,0 % до 3,5 %), у Eesti 200 — без изменений (1,8 %).

### Тарту
Во втором по величине городе — Тарту — действующий мэр и представитель партии Реформ Урмас Клаас намерен идти на новый срок, хотя партия пока официально не объявила кандидата. Партия Eesti 200 выдвигает своего лидера и министра образования Кристину Каллас. SDE, вероятно, выдвинет Эло Киивет, а Isamaa — бывшего министра образования и науки Тыниса Лукаса.